# 褐胁雀鹛
褐胁雀鹛（学名：Schoeniparus dubius），是画眉科的一种，分布于不丹、老挝、中国大陆、越南、印度、泰国和缅甸。该物种的保护状况被评为无危。该物种的模式产地在缅甸Muleyit。

## 亚种
- 褐胁雀鹛西南亚种（学名：Schoeniparus dubius genestieri）。分布于越南、老挝以及中国大陆的云南、四川、贵州、湖南、广西等地。该物种的模式产地在云南茨菇。[3]
- 褐胁雀鹛滇西亚种（学名：Schoeniparus dubius intermedia）。分布于缅甸以及中国大陆的云南等地。该物种的模式产地在缅甸禅邦LoiMai。[4]